# Muneville-le-Bingard
Muneville-le-Bingard is een gemeente in het Franse departement Manche (regio Normandië) en telt 540 inwoners (1999). De plaats maakt deel uit van het arrondissement Coutances.

## Geografie
De oppervlakte van Muneville-le-Bingard bedraagt 20,0 km², de bevolkingsdichtheid is 27,0 inwoners per km².
De onderstaande kaart toont de ligging van Muneville-le-Bingard met de belangrijkste infrastructuur en aangrenzende gemeenten.

## Demografie
Onderstaande figuur toont het verloop van het inwonertal (bron: INSEE-tellingen).

1. ↑  Populations de référence 2022.